# Colpotrochia jozankeana
Colpotrochia jozankeana là một loài tò vò trong họ Ichneumonidae.